# Take It Easy, altes Haus
Take It Easy, altes Haus ist ein 1979 veröffentlichtes Lied der Countryband Truck Stop. Mit dem Lied trat Truck Stop bei Ein Lied für Jerusalem an und belegte dort den zweiten Platz.

## Entstehung und Inhalt
Das Lied, ein „Road-Song“, wurde von Lucius Reichling komponiert, der den Song auch einsang. Der Text stammt von Claus-Dieter Eckardt. Wie fast alle Veröffentlichungen von Truck Stop wurde es von Joe Menke und Volker Heintzen in Menkes Studio Maschen produziert.
Das Lied behandelt das Thema Müßiggang am Beispiel des langen Ausschlafens. Mit dem Song nahm die Band an Ein Lied für Jerusalem, dem offiziellen Vorentscheid zum Eurovision Song Contest 1979 teil. Dort erreichte Truck Stop den zweiten Platz hinter Dschinghis Khan von der gleichnamigen Gruppe und vor Vogel der Nacht von Paola.

## Veröffentlichung und Rezeption
Der Song erschien zunächst nur als Single mit der B-Seite Hannas Mann und mit dem Aufdruck „Aus der deutschen Endausscheidung für den GRAND PRIX D'EUROVISION“. Es erreichte als höchste Chartplatzierung Platz 38 der deutschen Singlecharts und war insgesamt 12 Wochen in den deutschen Charts vertreten.
Das Lied erschien auf keinem Studioalbum, wurde aber später auf vielen Kompilationen der Band veröffentlicht, das erste Mal auf Nicht zu bremsen! von 1982. Es ist auch auf zahlreichen Samplern im Veröffentlichungsjahr und den Jahren darauf vertreten. Es wurde außerdem bei Der große Preis und der ZDF-Hitparade aufgeführt. In letzterer war es am 11. Juni 1979 (Platz zwölf) der erste Auftritt der Band, nachdem sie mit den Vorgängersingles Die Frau mit dem Gurt und Ich möcht’ so gern Dave Dudley hör’n zwar mehrfach platziert war, jedoch nicht in der Sendung auftrat. Auch in den folgenden Sendungen am 9. Juli (Platz zwölf) und 6. August (Platz neun) führte die Band den Song erneut auf. Insgesamt war sie mit ihm fünf Monate in der Sendung platziert. Am 27. Oktober 1983 trat die Gruppe zudem mit dem Song in der Sondersendung Super-Hitparade – Schlager, die man nicht vergißt auf.
1985 veröffentlichte die Band auf dem Album Fest im Sattel eine englischsprachige Version des Songs. Auf dem Jubiläumsalbum 30 Jahre Truck Stop trug Lucius Reichling das Lied zusammen mit Markus Wolfahrt von den Klostertalern vor.